# 道の駅パーク七里御浜

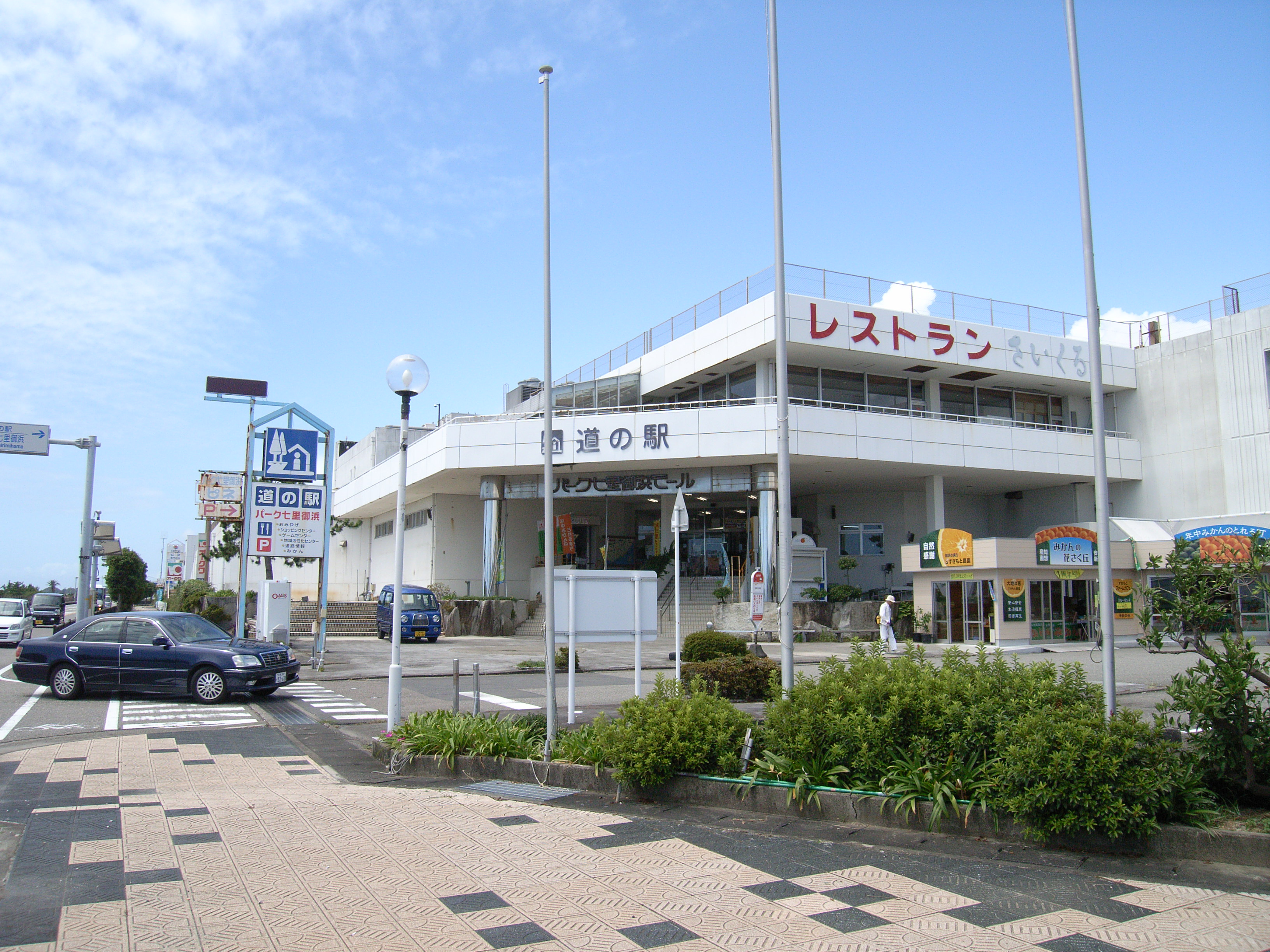
2010年時点の外観

道の駅パーク七里御浜（みちのえき パークしちりみはま）は、三重県南牟婁郡御浜町大字阿田和にある国道42号の道の駅である。ショッピングセンター「ピネ」を併設する。

## 沿革
- 1986年（昭和61年） - 第三セクター「パーク七里御浜」を設立する[3]。
- 1988年（昭和63年）7月 - パーク七里御浜モール「ピネ」が開業[1]。建設費は31億6千万円[2]。
- 1994年（平成7年）4月26日 - 道の駅に登録される。
- 2006年（平成18年） - 御浜町が「パーク七里御浜」の全保有株式の譲渡と8億8千万円の債権を放棄し、民間経営となる[3]。
- 2011年（平成23年）10月 - 台風12号の影響で例年の2 - 3割にまで激減する[4]。
- 2015年（平成27年）1月30日 - 重点道の駅候補に選定される[5]。
- 2016年（平成28年）1月27日 - 国土交通省により平成27年度重点「道の駅」に選定される[6]。

## 施設
主要施設を記載。テナントの詳細は、公式サイトの施設・店舗を参照。
- 駐車場
  - 普通車：300台
  - 大型車：10台
  - 身障者用 : 2台
- トイレ
  - 男：大 7器（2器）、小 19器（2器）
  - 女：14器（2器）
  - 身障者用：1器（1器）

※（）内は24時間使用可能
- 紀州の恵み「浜街道」
  - 地場産直売所（9:00 - 17:30）
  - 土産物店（10:00 - 17:00）
- ごちそうダイニング by 辻さん家（レストラン、11:00 - 14:00・17:30 - 19:30）
- オレンジプラザ（みかんジュース工場）
- 七里御浜ツーリストインフォメーションセンター（駐車場内、9:00 - 18:00）[7][8][9]
  - 2020年6月7日に開業[7][8]。開業当初は和歌山県田辺市の観光プロモーション団体「田辺市熊野ツーリズムビューロー」に委託していたが[7]、現在は一般社団法人ツーリズムみはまが運営している[9]。2021年にはセンター内にカフェが開業している[9]。

## 休館日
各テナントの休業日は公式サイトを参照。
- 紀州の恵み「浜街道」：年中無休
- ごちそうダイニング by 辻さん家：毎週水曜日（夜は不定期営業）
- 七里御浜ツーリストインフォメーションセンター：毎週水曜日（祝日は営業）

## アクセス
- 国道42号 - 登録路線

公共交通機関
- 東海旅客鉄道（JR東海）紀勢本線 阿田和駅より徒歩約1分。

## 周辺
2020年10月12日に、当道の駅に隣接して積水ハウスとマリオット・インターナショナルの合弁事業によるホテル「フェアフィールド・バイ・マリオット・三重御浜」が開業した。同事業においては三重県内で第1号のホテルとして開業、御浜町はホテル開業に合わせトイレ建て替えの実施と前述のツーリストインフォメーションセンターを開設している。施設の詳細は、ホテル公式サイトを参照。
- 七里御浜[8][12]
- 御浜町中央公民館
- 御浜町立阿田和保育所
- 阿田和郵便局